# Storgatan, Umeå

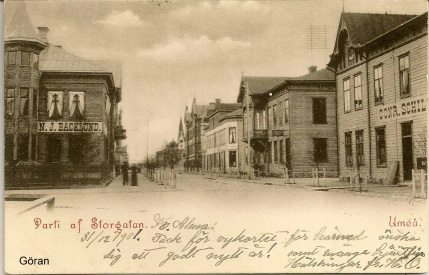
Vykort från 31 december 1901: Storgatan österut mot Stora hotellet.

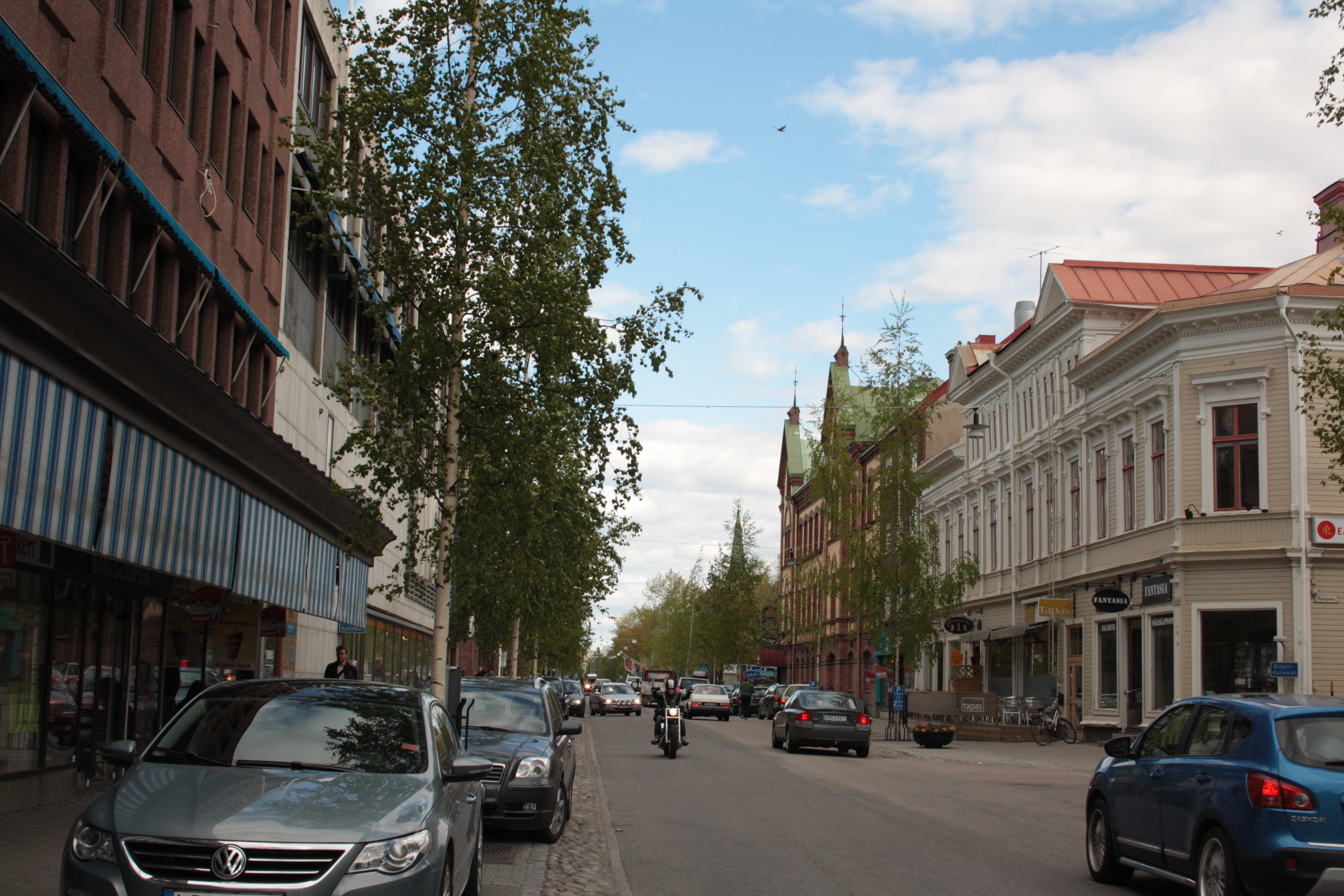
Storgatan 2011 (samma vinkel som ovan).

Storgatan är en av Umeå stads längsta gator, cirka 4 kilometer lång. Storgatan binder samman de centrala områdena på norra stranden av Umeälven. Sträckningen är från den gamla stadsgränsen vid Tvärån i väster till Umeå östra station vid Norrlands universitetssjukhus i öster. Vid Tvärån förlängs Storgatan av Backenvägen som i sin tur sammanbinder de västra stadsdelarna Grubbe, Grisbacka och Backen. 
Utmed Storgatan ligger ett flertal av Umeå kommuns byggnadsminnen samt fem av stadens större parker, bland andra Vänortsparken vid Umeå stads kyrka och Döbelns park. 
2006 trafikerades Storgatan av 8 900 fordon per dygn i snitt.

## Historia
När Umeå anlades 1622 vid Ume älv stakades staden ut i ett rutnät, med två längsgående långgator parallella med älven och fem vinkelräta gränder som löpte ända mot älven. Den södra långgatan (nuvarande Storgatan) fortsatte utanför västra och östra tullen i form av Kustlandsvägen, som under 1600-talet byggdes ut till körväg. Kustlandsvägens lokala sträckning gick från Röbäck, till färjeläget över Umeälven vid Backenkyrkan, genom Umeå och sedan runt Nydalasjöns sydspets och vidare mot Innertavle.
Storgatan stenlades 1780–1781 och vid samma tid började det bli vanligt att timmerhusen längs gatan målades med rödfärg . Från 1782 fick husen längs Storgatan gatunummer, då det beslutats att alla Umeås hus och gårdar skulle numreras. Numret skulle målas på en brädlapp som skulle spikas över porten.
I stadens första byggnadsordning, från 1827, nämns att bostadshusen inte fick ha mer än två våningar, och uthus bara en våning.
År 1864 fastställdes en ny stadsplan för Umeå som hade influenser från Nikolaistad (nuvarande Vasa) som återuppbyggts efter en brand 1852. I och med den nya stadsplanen utökades planområdet så att Storgatan förlängdes fram mot Brogatan i väster och till nuvarande Häradshövdingegatan i öster. Även gatubredden på bland annat Storgatan ökades från cirka 4-5 meter till ca 18 meter (60 fot). Den breddade gatan delades även upp i körbana, trottoarer och rabatter. Dessa cirka 3 meter (10 fot) breda rabatter skulle planteras med blommor och buskar på husägarnas bekostnad. Husägaren fick även en stängselskyldighet, vilket innebar att en tomt mot gatan måste vara inhägnad med plank eller ett (max 1,8 m) högt genombrutet staket, och uppfört i smakfull stil. Av kostnadsskäl kom dessa regler inte gälla redan bebyggda områden.
I 1866 års byggnadsordning för Umeå fastställdes att vid trottoarernas kant skulle "dertill tjenliga löfträd" planteras med jämna mellanrum och Umeå fick därmed sina första gatubjörkar. Dessa planterades utmed den västra delen av Storgatan. Dock planteras inte björkar vid stadens trottoarer i någon större skala förrän efter stadsbranden 1888 och 1892 beslöt man att björken var lämpligaste lövträd att plantera vid trottoarerna.
I den stadsplan som upprättades efter branden, 1889, försköts tomterna i centrum, vilket möjliggjorde en breddning av Storgatan.
Centrumomvandlingen på 1950–1960-talen påverkade även bebyggelsen vid Storgatan. Få trähus lämnades kvar och istället byggdes bland annat Domusvaruhuset 1963 (nuvarande MVG-gallerian) utmed Storgatan i fyra våningar.
År 2002 återställdes Storgatan i centrum (sträckan Renmarkstorget–Västra Rådhusgatan) till ett mer ursprungligt utseende. Gatan fick 6,5 m bred körbana och 5 meter bred gångbana med björkar på båda sidor om körbanan. Mellan björkarna lades längsgående parkeringar.

## Byggnadsminnen utmed Storgatan
Utmed Storgatan ligger bland annat följande byggnadsminnen: Gamla lasarettet, Bagare Thillmans gård, Gamla slöjdskolan, Löjtnant Grahns gård, Hovrätten för Övre Norrland, Färgare Höglanders gård, von Ahnska magasinet, Gamla bankhuset ("Smörasken"), Sparbankshuset, Stora hotellet, Umeå rådhus, Handelsbanken, Riksbankshuset, Moritzska gården, Scharinska villan, Ringstrandska villan, Länsresidenset och Umeå gamla fängelse.